# 口腔診断学
口腔診断学（こうくうしんだんがく、英: oral diagnostics）は歯学の一分野で、顎口腔領域における病態や症状についての診査、診断法を研究、分析するものである。

## 概要
口腔には、歯や歯周組織は勿論、唇舌や口腔粘膜が存在し、気道や食道と交通している。さらに、粘膜には唾液腺が開口し、歯槽粘膜下には顎骨がその他の粘膜下には咀嚼筋が複雑に存在している。特に歯牙硬組織の存在は全身における口腔の主たる特異性として挙げられている。
口腔疾患に際しては、まず、診査しその後診断、処置へと移るが、口腔内の特異性として歯牙硬組織の存在がある。しかし、そういった区別とは関係なく行われるのが各種医療面接である。

### 医療面接
主訴や、現病歴、既往歴、家族歴等の病歴がある。
主訴
患者の訴える主な症状を指している。一般には患者の訴えをそのまま記載する。
現病歴
患者の訴える主訴についての発生から訪れるまでの経過の事である。現病歴において記載する上で注意すべきことはその部位と、原因の有無、途中から現れるその他の症状などである。
既往歴
患者の今まで生きてきた時系列における疾病の歴史である。既往歴によって、過去の疾患との関わりを特定することが出来るほか、慢性疾患における常用薬の影響も探ることが出来る
家族歴
患者の血縁者、同棲者の疾病の歴史である。家族歴によって、疾病の遺伝的、環境的因子の特定を行なうことが出来る。
これらはあらゆる疾患に共通である。

### 各種検査
医療面接によって現症を把握した後は患部の診査を行なうが、一般には人間の五感（視覚、聴覚、触覚、味覚、嗅覚）を利用した理学的検査を用い、診査の種類としては、視診、触診、聴診、打診などがある。また、X線検査や病理検査などの臨床検査も診査診断に利用される。